# 清漳県
清漳県（せいしょう-けん）は、中華人民共和国河北省にかつて存在した県。現在の邯鄲市広平県北西部に位置する清漳に相当する。
596年（開皇16年）、隋朝により設置される。843年（会昌3年）、唐朝により廃止された。